# Lista de fortalezas e castelos raianos
De norte para sul, da foz do rio Minho até à foz do rio Guadiana, lista de fortalezas e castelos raianos de ambos os lados da fronteira:
(Lista Incompleta ...)

## Norte
A norte do rio Douro:
- Castelo de Lindoso (Viana do Castelo, Castelo de Lindoso)
- Fortaleza do Outeiro (Bragança, Outeiro)
- Castelo de Rebordãos, Castelo do Tourão (Bragança, Rebordãos)
- Castelo de Bragança (Bragança, Castelo de Bragança)
- Castelo de Vinhais (Vinhais)
- Castelo de Miranda do Douro (Miranda do Douro)
- Castelo de Oleiros (Urrós)
- Castelo de Penas Roias (Mogadouro, Penas Roias)
- Castelo de Mogadouro (Mogadouro, Castelo de Mogadouro)
- Castelo de Freixo de Espada à Cinta (Freixo de Espada à Cinta)
- Castelo de Mós (Torre de Moncorvo, Mós)

## Centro
Entre o rio Douro e o rio Tejo:
- Castelo de Castelo Melhor (Vila Nova de Foz Côa, Castelo Melhor)
- Castelo de Numão (Vila Nova de Foz Côa, Numão)
- Castelo de Penedono, Castelo do Magriço (Penedono, Penedono)
- Castelo de Moreira de Rei (Trancoso, Moreira de Rei)
- Castelo de Trancoso (Trancoso, Santa Maria e São Pedro)
- Castelo de Terrenho, Torre de Terrenho (Trancoso, Torre do Terrenho)
- Castelo de Castelo Rodrigo (Figueira de Castelo Rodrigo, Castelo Rodrigo)
- Torre dos Metelos, Solar dos Metelos (Figueira de Castelo Rodrigo, Freixeda do Torrão)
- Castelo de Pinhel (Pinhel, Pinhel)
- Castelo de Longroiva (Mêda, Longroiva)
- Castelo de Marialva (Mêda, Marialva)
- Castelo da Mêda (Mêda, Mêda)
- Castelo de Ranhados (Mêda, Ranhados)
- Castelo de Almeida (Almeida, Almeida)
- Praça-forte de Almeida (Almeida, Almeida)
- Castelo de Castelo Bom (Almeida, Castelo Bom)
- Castelo de Castelo Mendo (Almeida, Castelo Mendo)
- Castelo de Celorico da Beira (Celorico da Beira, Santa Maria)
- Castelo de Linhares (Celorico da Beira, Linhares)
- Castelo da Guarda (Guarda, Sé)
- Castelo de Valhelhas (Guarda, Valhelhas)
- Castelo de Folgosinho (Gouveia, Folgosinho)
- Castelo de Alfaiates (Sabugal, Alfaiates)
- Castelo de Sortelha (Sabugal, Sortelha)
- Castelo de Vila do Touro (Sabugal, Vila do Touro)
- Castelo de Vilar Maior (Sabugal, Vilar Maior)
- Castelo do Sabugal (Sabugal, Sabugal)
- Ponte de Sequeiros (Sabugal, Vale Longo)
- Torre de Aguiar da Beira
- Castelo de Belmonte (Belmonte, Belmonte)
- Castelo de Penamacor, Fortaleza de Penamacor (Penamacor, Penamacor)
- Castelo de Castelo Novo (Fundão, Castelo Novo)
- Castelo de Idanha-a-Nova (Idanha-a-Nova, Idanha-a-Nova)
- Castelo de Idanha-a-Velha, Castelo de Idanha, Torre dos Templários (Idanha-a-Nova, Idanha-a-Velha)
- Castelo de Monsanto (Idanha-a-Nova, Monsanto)
- Castelo de Penha Garcia (Idanha-a-Nova, Penha Garcia)
- Castelo de Rosmaninhal (Idanha-a-Nova, Rosmaninhal)
- Castelo de Salvaterra do Extremo (Idanha-a-Nova, Salvaterra do Extremo)
- Castelo de Segura (Idanha-a-Nova, Segura)
- Fortaleza de Segura
- Castelo de Castelo Branco, Castelo dos Templários (Castelo Branco, Castelo Branco)
- Castelo de Ródão, Castelo do Rei Vamba (Vila Velha de Ródão, Vila Velha de Ródão)

## AlentejoeAlgarve
A sul do rio Tejo:
- Castelo de Noudar (Barrancos, Barrancos)